# Katrin Thomas
Katrin Thomas (* 1963 in Bonn) ist eine deutsche Fotografin, Künstlerin, Regisseurin und Professorin mit zahlreichen internationalen Fotopublikationen und Ausstellungen. 2011 wurde Katrin Thomas Lehrbeauftragte für Fotografie an der Berliner Technischen Kunsthochschule, 2012 wurde sie dort zur Professorin für Fotografie berufen.

## Leben und Werk
Katrin Thomas, geboren 1963 in Bonn, studierte zunächst von 1983 bis 1990 Visuelle Kommunikation an der Fachhochschule Darmstadt mit Abschluss Diplom, bevor sie von 1990 bis 1991 unter anderem in Barcelona dem spanischen Designer Javier Mariscal assistierte und bei McCann Erickson und Ogilvy & Mather Focus in Frankfurt am Main als Designerin arbeitete. Danach setzte sie ihr Studium mit einem Fulbrightstipendium für künstlerische Fotografie und Film am Art Center College of Design in Pasadena, Kalifornien fort. Es folgte ein weiteres Stipendium des Kultursenats Berlin.
Von 1992 an war sie als Künstlerin mit Kunstprojekten bis hin zu Arbeiten im filmischen Bereich und Video in Los Angeles tätig. Aus dieser Zeit stammen vier Kurzfilme. Unter anderem die Kurzfilme „Choice“ und „Five Naturals“. Anschließend arbeitete sie in der City of Los Angeles an Buch und Ausstellungskonzepten. Der Kurzfilm „A Tale“ hat Weltpremiere bei dem Internationalen Filmfestival EntreVues Belfort 2014 und gewinnt den Grand Prix Best Short Film.
Von 1993 an arbeitete Katrin Thomas als freie Fotografin in New York. Ihre Fotografien wurden unter anderem im Cosmopolitan, New York Times Magazine, FAZ Magazin, Spiegel, Interview, Spin, Vogue, Rolling Stone Magazine, Zeit Magazin und im Magazin der Süddeutschen Zeitung abgedruckt und in zahlreichen Gruppenausstellungen in Europa und den USA gezeigt. Sie erhielt mehrere Auszeichnungen, unter anderem 1998 den renommierten Otto-Steinert-Preis der Deutschen Gesellschaft für Photographie.
Von 1995 bis 1998 schloss sich ein Diplomstudium der Malerei und Grafik an der Akademie der Bildenden Künste München an.
Seit 2001 arbeitete sie als Lehrbeauftragte an diversen Hochschulen im In- und Ausland, unter anderem als Gastdozentin am International Center of Photography in Midtown Manhattan (New York City), der School of Visual Arts in New York, der Hochschule für Gestaltung und Kunst Zürich und der Kunsthochschule Berlin–Weißensee. Von 2007 bis 2010 hatte sie eine Gastprofessur an der Universität der Künste Berlin inne. 2011 wurde Katrin Thomas Lehrbeauftragte für Fotografie an der BTK und wurde 2012 zur Professorin für Fotografie an der Berliner Technischen Kunsthochschule berufen.
Katrin Thomas lebt und arbeitet im Großraum Berlin.

## Lehrtätigkeiten
- 2001–2009: Lehraufträge an Hochschulen in Berlin, London, New York und Zürich
- 2007–2010: Gastprofessur, Universität der Künste Berlin
- 2011: Lehrbeauftragte für Fotografie an der BTK
- 2012–2020: Professur für Fotografie an der Berliner Technischen Kunsthochschule
- 2024: Vertretungsprofessur für Fotografie an der HSBI, Bielefeld

## Auszeichnungen
- 1991: Fulbright-Stipendium für künstlerische Fotografie und Film, Art Center College of Design, Pasadena, USA
- 1992: Preis für Fotografie und Stipendium der Senatsverwaltung für kulturelle Angelegenheiten, Berlin
- 1992: Fellowship Stipendium des Art Center College of Design, Pasadena, USA
- 1998: Otto-Steinert-Preis der Deutschen Gesellschaft für Fotografie[6]
- 1999: Kodak Fotografiebuchpreis
- 2006: Trägerin des interdisziplinären Kunstpreises der UdK Berlin ›Karl-Hofer-Preis‹
- 2007: Prix de la Photographie Paris
- 2014: Grand Prix Best Short Film, International Filmfestival EntreVues Belfort [A Tale by Katrin Thomas (Germany, 14 min)][7]

## Ausstellungen (Auswahl)

### Einzelausstellungen
- 2000: Katrin Thomas – Ausstellung – „Description“ – Galerie Wittenbrink, München[8]
- 2002: Katrin Thomas – Ausstellung – „Noview“, vom 4. April bis zum 9. Mai 2002 in aplanat Galerie für Fotografie, Hamburg[9]
- 2013: Katrin Thomas – Ausstellung – Portraits of Roy Lichtenstein and Leo Castelli, Wonderloch Kellerland, Berlin

### Gruppenausstellungen
- 2000: Katrin Thomas – Gruppenausstellung – „Description“, x-mas Ausstellung – Galerie Lichtblick, Köln
- 2004: Katrin Thomas – Gruppenausstellung – „Wirklich wahr! Realitätsversprechen von Fotografien“, Ruhr Museum, Essen[10]
- 2005: Katrin Thomas – Gruppenausstellung – „best of aplanat“, aplanat Galerie für Fotografie, Hamburg
- 2010: Katrin Thomas – Gruppenausstellung – „Transzendenz Inc.“, Autocenter, Berlin
- 2011: Katrin Thomas – Gruppenausstellung – „Der Zweite Blick“, Galerie Lichtblick, Köln
- 2013: Katrin Thomas – Gruppenausstellung – Imaginäre Lösungen – in diesem Sinne III, München
- 2014: Katrin Thomas – Gruppenausstellung – Unknown Masterpieces, Berlin
- 2014: Katrin Thomas – Gruppenausstellung – Locus Focus Chatterbox, Iserlohn
- 2018: Katrin Thomas – Gruppenausstellung – Museum für angewandte Kunst Köln

## Publikationen (Auswahl)
- Exits – Living Fashion, von Katrin Thomas, Edition Stemmle, Zürich, New York, 1999, 130 Seiten, ISBN 3-908161-75-4
- Noview, von Katrin Thomas, Aplanat Galerie für Fotografie, Hamburg, 2002, 64 Seiten, ISBN 3-922805-73-6